# Julie McClemens
Julie McClemens est une comédienne québécoise née le 26 septembre 1969.

## Biographie
Julie McClemens a étudié en option théâtre au Collège Lionel-Groulx, dont elle a été diplômée en 1990. 

## Filmographie

### Théâtre
- 1990 : Souris-fantôme dans Joséphine la cantatrice de Michael McClure, mise en scène André Thérien, chorégraphie Sylvain Émard, Salle Fred Barry
- 1991-1992 : Joëlle dans Tu peux toujours danser de Louis-Dominique Lavigne, mise en scène Claude Poissant, Théâtre Le Clou
- 1992 : La Puinée dans Les Amis de Kōbō Abe, mise en scène Claude Poissant, Théâtre Périscope, CNA
- 1992 : Ortense dans Le Prince travesti de Marivaux, mise en scène Claude Poissant, TNM
- 1992 : Julie dans Un sofa dans le parc de Martin Doyon, mise en scène Martin Faucher, Théâtre La Roche à Veillon
- 1993 : Isabelle dans In Vitro de Yvan Bienvenue, mise en scène Paul Lefebvre, Théâtre urbi et orbi
- 1993 : Martine dans Passages Nuageux de J. Diamant, mise en scène André Robitaille, Théâtre La Régence
- 1994 : Stella dans Un tramway nommé désir de Tennessee Williams, mise en scène Claude Poissant, TPQ
- 1994 : Haley dans Pitchfork Disney (en) de Philip Ridley, mise en scène Marie-Louise Leblanc, Théâtre de Quat'Sous
- 1995 : Phocion-Léonide-Aspasie dans Le Triomphe de l’amour de Marivaux, mise en scène Claude Poissant, Espace Go
- 1995 : Électre dans Electre-elektradu collectif, mise en scène Alice Ronfard, FTA
- 1996 : Madame Elvsted dans Hedda Gabler de Henrik Ibsen, mise en scène Lorraine Pintal, TNM
- 1996 : Dawn Grisanti dans Le Passage de l’Indiana de Normand Chaurette, mise en scène Denis Marleau, UBU, Festival d’Avignon, TNM, CNA
- 1997 : Lucie dans Game de Yves Bélanger, mise en scène Dominique Leduc, Théâtre La Licorne
- 1999 : Armande dans Les femmes  savantes de Molière, mise en scène Daniel Roussel, Théâtre du Rideau Vert
- 1999 : La Femme de Curley dans Des souris et des hommes de John Steinbeck, mise en scène Pierre Collin, Théâtre Denise-Pelletier
- 1999 : Jo Briggs dans Liberty  de L. Blessing, mise en scène Louison Danis, Théâtre des Gens d’en bas
- 2001 : Elizabeth dans Les enfants d’Irène de Claude Poissant, mise en scène Claude Poissant, PÀP, Espace Go
- 2001-2002 : Macha dans Je suis une mouette - non, ce n’est pas çad'après Anton Tchekhov, mise en scène Serge Denoncourt, Théâtre de l’Opsis, tournées Europe
- 2002 : Suzanne dans Juste la fin du monde de Jean-Luc Lagarce, mise en scène Pierre Bernard, Serge Denoncourt, Espace Go
- 2004 : La Comtesse dans La Fausse Suivante de Marivaux, mise en scène Claude Poissant, TNM
- 2005 : Isabelle dans La Place de l’Autre de Stéphane Bellavance, mise en scène Stéphane Bellavance, Théâtre des Marguerites
- 2006 : Gillian dans Couche avec moi (c'est l'hiver) de Fanny Britt, mise en scène Geoffrey Gaquère, PÀP, Espace Go, Théâtre de la Bordée-2007
- 2007 : Lydia dans Du vent entre les dents de Emmanuelle Jimenez, mise en scène Martin Faucher, Théâtre d'Aujourd'hui
- 2009 : Madame Coupal dans Le Bienheureux, mise en scène Olivier Aubin, Théâtre du Chenal du Moine
- 2008-2010, 2016-2017 : Madame Pinpon dans Le Bain de Jasmine Dubé, mise en scène Jasmine Dubé, Théâtre Bouches Décousues, La Maison Théâtre, CNA, Tournée Québec
- 2005-2010 : Nawal 35/40 dans Incendies de Wajdi Mouawad, mise en scène Wajdi Mouawad, Tournée Europe 2005-2010, Théâtre national de Chaillot-Paris 2010
- 2009-2010 : Evelyne Hébert dans Rêvez, Montagnes ! de Emmanuelle Jimenez, mise en scène Frédéric Dubois, N.T.E, Espace Libre, Tournée MdC
- 2011 : Andromaque dans Projet Andromaque de Racine, mise en scène Serge Denoncourt, Espace Go
- 2013 : Chantale dans À tu et à toi de Isabelle Hubert, mise en scène Louise Laprade, Théâtre des gens d'en bas, Bic
- 2015 : Nicole Fleish dans Aller chercher demain de Denise Chalem, mise en scène Louise Laprade, Théâtre des gens d'en bas, Bic
- 2016-2019 : Adèle dans Le Garçon au visage disparu de Larry Tremblay, mise en scène Benoit Vermeulen, Théâtre Le Clou, Théâtre La Licorne, Tournée France 2017-2018, Québec 2017-2019.

### Télévision
- 1992 : Montréal ville ouverte (série télévisée) : Cécile
- 1992 : Montréal P.Q. (série télévisée) : Kate
- 1995 : Les Machos (série télévisée) : Suzanne Joncas
- 1997 : Le Volcan tranquille (série télévisée) : Cybèle Plamondon
- 1998 : Réseaux (série télévisée) : Julie Roussel
- 2000 : Le Pays dans la gorge (série télévisée) : Emma (jeune)
- 2000 : Chartrand et Simonne (série télévisée) : Alec Leduc-Pelletier
- 2001 : La Vie, la vie (série télévisée) : Marie
- 2003 : Grande Ourse (série télévisée) : Stéphanie Ferron
- 2004 : Temps dur (série télévisée) : Martine Bordeleau
- 2006 : Lance et compte: La revanche (série télévisée) : Michelle Béliveau
- 2005-2009 : Lance et compte: Le grand duel (série télévisée) : Michelle Béliveau
- 2010 : Malenfant (série télévisée) : Colette (Perron) Malenfant
- 2009-2014 : Destinées (série télévisée) : Juliette Asselin

### Cinéma
- 1996 : La nuit du déluge (en) : La Muette
- 2004 : Un ange passe : Pascale
- 2005 : Les États-Unis d'Albert : Mary Pickford
- 2005 : L'Audition : Julie
- 2006 : Duo : Marquise Bureau
- 2006 : À l'ombre : Suzanne
- 2008 : Le Banquet : Gisèle
- 2010 : Lance et compte: le film : Michelle Béliveau
- 2013 : Arwad : Gabrielle

## Récompenses et Nominations

### Récompenses
- 1993 - Révélation de l'année, par l'Association des critiques de théâtre (Hortense, Le Prince travesti)
- 2002 - Prix Gémeau, Meilleure interprétation premier rôle féminin : dramatique (Marie, La Vie, la vie)
- 2004 - Prix Gémeau, Meilleure interprétation féminine rôle de soutien : dramatique (Stéphanie Ferron, Grande Ourse)
- 2005 - Festival international du film d’Aubagne, Meilleure actrice/court-métrage (Pascale, Un ange passe)

### Nominations
- 1999 - Masques, Nomination Théâtre, Interprète de l’année (Jo Briggs, Liberty)
- 2005 - Prix Gémeau, Interprète féminine de soutien : série dramatique (Martine Bordeleau, Temps Dur)
- 2011 - Prix Gémeau, Interprète féminine de soutien : Téléroman (Juliette Asselin, Destinées)
- 2011 - Prix Gémeau, Interprète féminine de l’année : série dramatique (Colette Malenfant, Malenfant)